# منشأ فراغي
منشأ فراغي نوع من المنشآت يتم توزيع الأحمال والإجهادات في الفراغ، أي في الاتجاهات الثلاثة، وليس في مستوى واحد كما سبق. وتعمل الأساسات في هذه الحالة تحت نقاط الارتكاز للمنشأ، وتتحول فيها معظم الإجهادات إلى إجهادات في إتجاه السطح نفسه. ويشترط فيها ان يكون سمك السطح أو القشرة صغير جداً بالنسبة لأبعاد الاسطح الأخرى.
وفي مثل هذه المنشآت لا يستعمل السطح العلوي للمنشأ في حمل أية أحمال خلاف وزنه الذاتي، مع أحمال الرياح وأحمال حية خفيفة للصيانة فقط،
وعند دراسة طرق تكوين هذه السطوح هندسياً فسوف تكون المفاضلة بينها على أساس الناحية الجمالية والنواحي النفسية من جهة، والنواحي الاقتصادية من الناحية الإنشائية من جهة أخرى.
يصلح هذا النوع من المباني لدور العرض وقاعات المؤتمرات ومباني الاحتفالات وغيرها من الأماكن التي ينبغي ان تكون مفتوحه وغير مقسمه داخليا.